# كاروج (سويسرا)
كاروج (بالفرنسية: Carouge)‏ هي بلدية تقع في كانتون جنيف في سويسرا.

## أعلام
- فرديناند لاسال
- أفريل دي سانت كروا
- غيلبرت ري
- أناتول ماليت
- سيرغي فينوغرادوف